# 忍田幸夫
忍田 幸夫（おしだ ゆきお、1964年3月12日 - ）は競技麻雀のプロ雀士である。麻将連合代表。東京都出身。

## 経歴
麻雀を覚えたのは高校生の頃。
1987年に最高位戦日本プロ麻雀協会にてプロデビュー。1997年に井出洋介と共に麻将連合の設立に携わり、井出と共に最初の認定プロとなる。
2007年に井出の後を継いで麻将連合の代表に就任。
2022年に第20期将王となり、史上初の「永世将王」の称号を獲得。
2023年6月より開催される、Mリーグ参加全選手に団体推薦選手20名を加えたトーナメント戦「Mトーナメント2023」に麻将連合唯一の推薦選手として出場。1回戦B卓ではMリーガーの松ヶ瀬隆弥・高宮まり、元Mリーガーの和久津晶を相手に圧倒的な強さを見せて2連勝し、一時「忍田さん」「忍田プロ」の名前がTwitterのトレンドワードに挙がるほどの活躍を見せた。

## 人物・雀風
- 「牌効率」という言葉を広めた人物であり、「元祖牌効率打法」のキャッチフレーズを持つ[5]。
- 好きな役は混一色[1]。麻雀とは「自分を一番表現できるものというか舞台なのかな」とのこと[1]。
- 読書と酒が趣味で、特に読書に関してはミステリーものを「月に5～10冊は読む」というほどの愛好家[2][1]。好きな作家は伊坂幸太郎で、その次が東野圭吾とのこと[2][1]。また、健康と体型維持のため、毎朝スクワット等をルーティンとして体を動かしていると語っている[1]。
- 自身のXのアカウントではラーメンの食べ歩きを「#ラー活」と称し、食したラーメンの写真をよくポストしている。

## 獲得タイトル
- μリーグ(将王)：6回（第10・11・13・14・20・22期）
- BIG1カップ：2回（第11・19期）
- μ-M1カップ：1回（第13期）

## リンク
- 忍田幸夫 - 麻将連合選手プロフィール
- 忍田幸夫 (@YukioOshida) - X（旧Twitter）